# Thaddeus Vincent Tuleja
Thaddeus Vincent Tuleja (ur. 7 września 1917, zm. 28 czerwca 2001) – amerykański historyk polskiego pochodzenia, działacz polonijny. 

## Życiorys
Był uczniem Oskara Haleckiego. Doktorat obronił na Fordham University w Nowym Yorku w 1961 roku pod kierunkiem Paula A. Levacka (United States Naval Policy in the Pacific, 1930-1941). 

## Wybrane publikacje
- Eugenius IV and the crusade of Varna, "The Catholic Historical Review" 35 (1949), z. 3, s. 257-275.
- Twilight of the sea gods, Westport, Conn.: Greenwood Press 1975.
- Climax at Midway, New York: W.W. Norton 1960.
- Statesmen and admirals; quest for a Far Eastern naval policy, New York: Norton 1963.
- The Cambridge History of Poland, "Thought" 27 (1952), z. 4, s. 611-612.
- United States naval policy in the Pacific, 1930-1941, New York 1961.